# Iglesia de Nuestra Señora de la Candelaria (Moya)
La iglesia de Nuestra Señora de la Candelaria es la parroquia matriz del municipio de Moya en la isla de Gran Canaria (Islas Canarias, España).

## Historia y características
Ya en 1495 aparece mencionada la primitiva ermita que existía en el lugar de la actual iglesia. Era un templo pequeño y de una sola nave, por lo que siempre estuvo sujeto a sucesivas reconstrucciones y ampliaciones. El templo actual fue construido por el arquitecto grancanario Fernando Delgado León se construyó entre 1940-1957 y está emplazado al borde de un acantilado sobre el Barranco de Moya.
Se trata de un templo de tres naves con altas bóvedas y gran cantidad de vidrieras. Entre las imágenes religiosas destacan la de San José con el Niño Jesús (anónimo del siglo XVIII), el Sagrado Corazón y San Judas Tadeo obras de Luján Pérez, y sobre todo la Virgen de la Candelaria (patrona del municipio de Moya), del siglo XV, realizada en madera de cedro y revestida con mantos de tela.
Las principales celebraciones de la iglesia son la fiesta de la Virgen de la Candelaria el 2 de febrero y la Romería en honor a San Antonio de Padua, que se celebra cada año el sábado más cercano al 13 de junio.

## Efemérides
- El 15 de octubre de 2019, la imagen de la Virgen del Pino (Patrona de Gran Canaria) se hospedó en este templo dentro de su peregrinación a los municipios afectados por el incendio de Gran Canaria de 2019.[4]